# Tvärbandad honungsfågel
Tvärbandad honungsfågel (Ramsayornis fasciatus) är en fågel i familjen honungsfåglar inom ordningen tättingar.

## Utseende och läte
Tvärbandad honungsfågel är en liten och karakteristisk honungsfågel. Fjäderdräkten är huvudsakligen brun och vit, med tydlig svart tvärbandning på huvud och bröst, därav namnet. Hos ungfågeln är tvärbandningen mindre tydlig.

## Utbredning och systematik
Fågeln förekommer i norra Australien (Broome till Cape York-halvön och i kustområden centrala Queensland). Den behandlas som monotypisk, det vill säga att den inte delas in i några underarter.

## Levnadssätt
Tvärbandad honungsfågel hittas kring blommande träd nära floder eller i träskmarker. Den lever av insekter och nektar. Fågeln är vanligen rätt tillbakadragen.

## Status
Arten har ett stort utbredningsområde och beståndet anses vara stabilt. Internationella naturvårdsunionen IUCN listar den därför som livskraftig (LC).

## Bilder

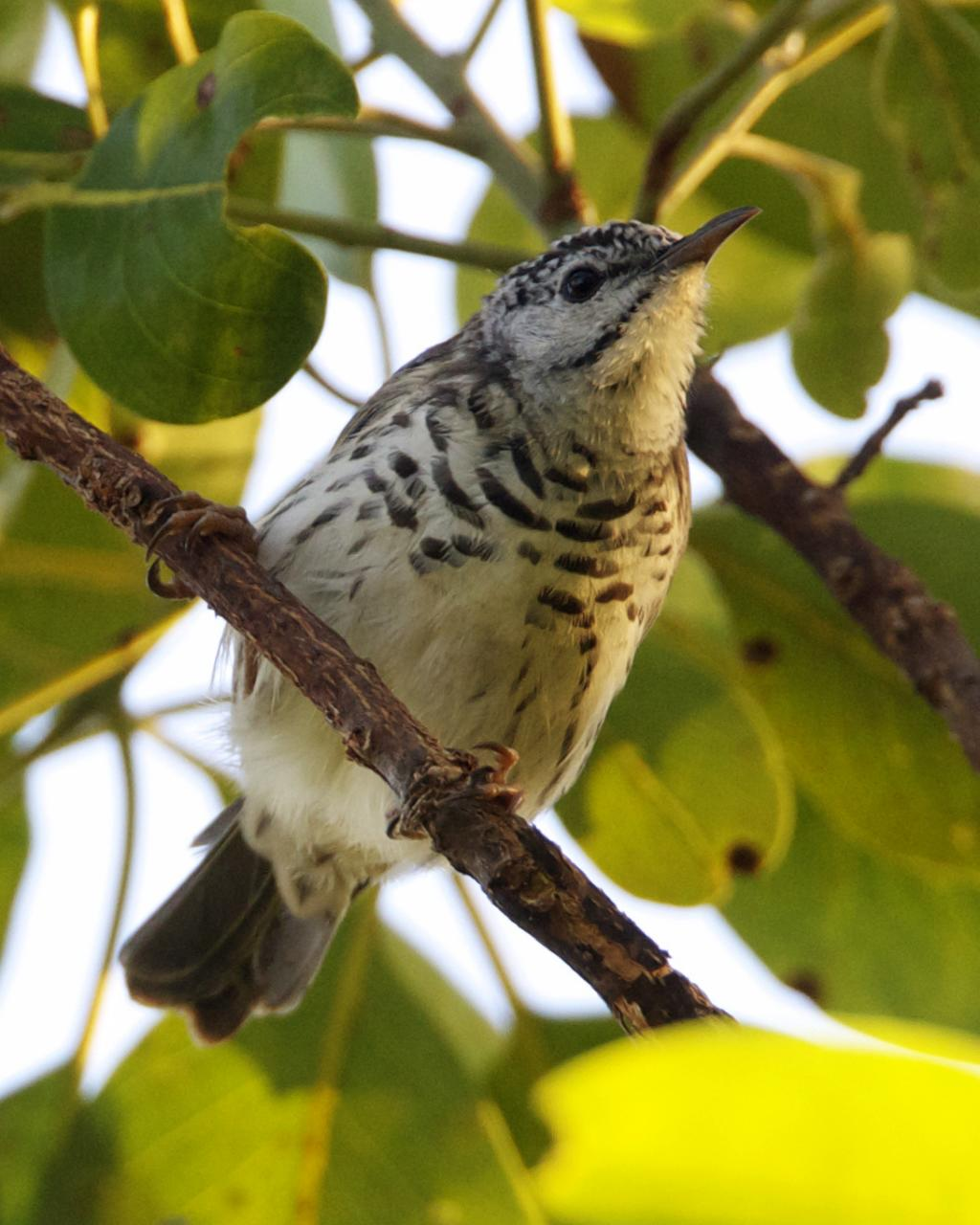
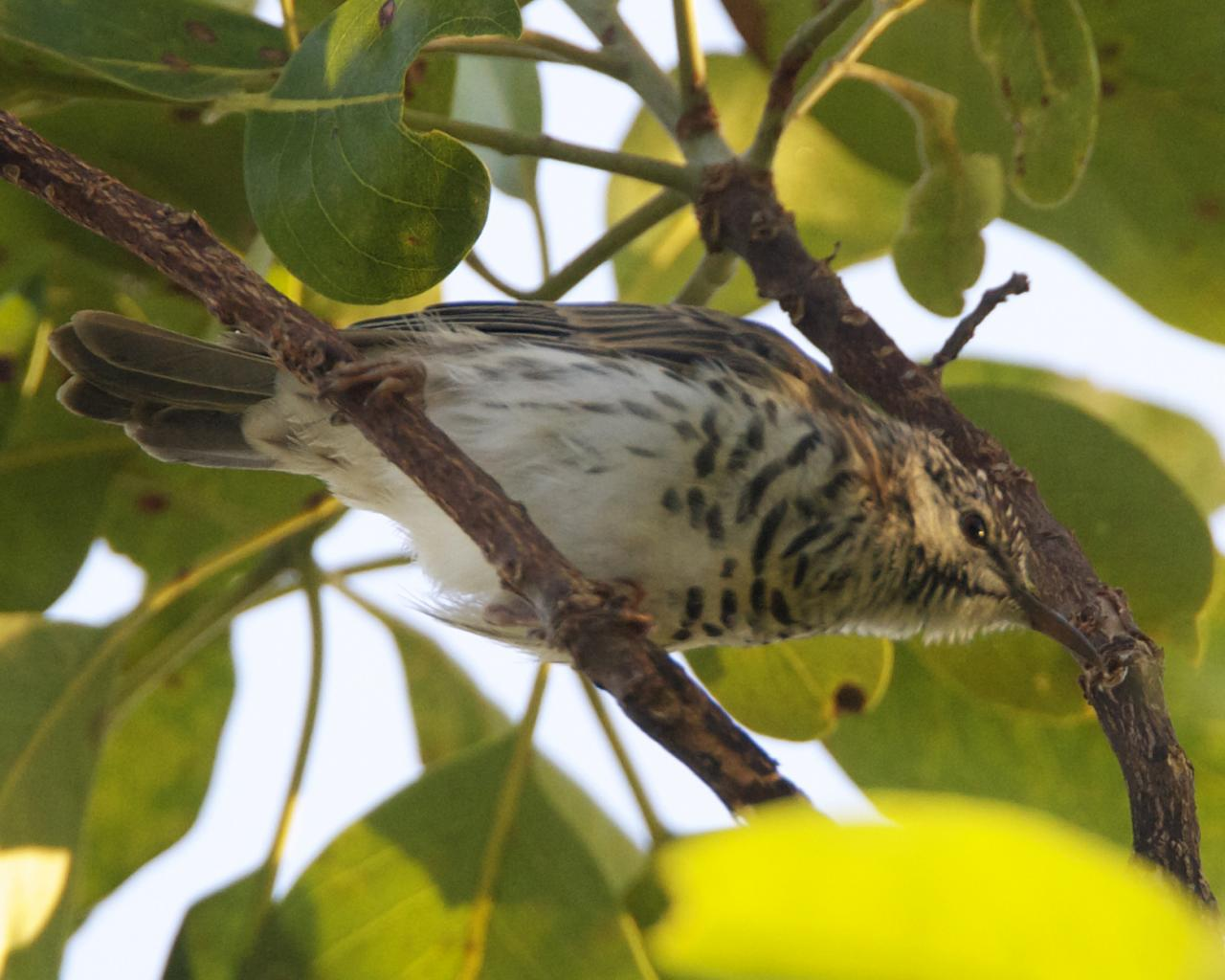